# Mark Swan
Mark Swan, nato Mark Elbert Swan (Rockport, maggio 1871 – 1942), è stato un commediografo e sceneggiatore statunitense.
Era conosciuto anche come Mark E. Swan.

## Biografia
Swan acque nel 1871 nell'Indiana, a Rockport. La sua attività di commediografo lo portò presto a Broadway, dove i suoi lavori furono rappresentati fin dal 1898
Lavorò per il cinema all'epoca del muto, iniziando a scrivere sceneggiature per la Edison Company. Il suo nome appare in oltre novanta pellicole, tra soggetti, sceneggiature e testi teatrali che diedero spunto a diversi film. Da una sua commedia, Parlor, Bedroom and Bath, venne tratto Io... e le donne di Buster Keaton.
Morì nel 1942, a 70 anni.

## Filmografia
- A Queen for a Day, regia di C.Jay Williams (1912)
- It Wasn't Poison After All, regia di C. Jay Williams (1913)
- Mother's Lazy Boy (1913)
- His Undesirable Relatives, regia di C.J. Williams (1913)
- Don't Worry, regia di C. Jay Williams (1913)
- Beau Crummel and His Bride, regia di C. Jay Williams (1913)
- Love's Old Sweet Song, regia di Charles H. France (1913)
- The Patchwork Quilt, regia di Charles H. France (1913)
- All on Account of a Portrait, regia di C.J. Williams – cortometraggio (1913)
- His Mother-in-Law's Visit, regia di C.J. Williams (1913)
- At Midnight, regia di C.J. Williams (1913)
- As the Tooth Came Out, regia di C. Jay Williams – cortometraggio (1913)
- The Stolen Models, regia di C. Jay Williams (1913)
- A Hornet's Nest, regia di Charles H. France (1913)
- A Cause for Thankfulness (1913)
- Falling in Love with Inez, regia di C.J. Williams (1913)
- Her Face Was Her Fortune, regia di C.J. Williams (1913)
- The Girl in the Middy, regia di C.J. Williams – cortometraggio (1914)
- Andy Plays Hero, regia di Charles H. France – cortometraggio (1914)
- An American King, regia di George Lessey – cortometraggio (1914)
- A Story of Crime, regia di C. Jay Williams – cortometraggio (1914)
- Andy Goes on the Stage, regia di Charles H. France – cortometraggio (1914)
- The Beautiful Leading Lady, regia di C. Jay Williams – cortometraggio (1914)
- Cheese Mining, regia di Charles H. France – cortometraggio (1914)
- A Four Footed Desperado, regia di C.J. Williams – cortometraggio (1914)
- Andy, the Actor, regia di Charles H. France – cortometraggio (1914)
- A Night Out, regia di Charles H. France – cortometraggio (1914)
- The Vision in the Window, regia di C.J. Williams – cortometraggio (1914)
- A Romance of the Everglades, regia di Charles H. France – cortometraggio (1914)
- Andy and the Hypnotist , regia di Charles H. France – cortometraggio (1914)
- Quarantined, regia di Charles H. France – cortometraggio (1914)
- In High Life, regia di C. Jay Williams – cortometraggio (1914)
- Andy Plays Cupid, regia di Charles H. France – cortometraggio (1914)
- A Lady of Spirits, regia di C.J. Williams – cortometraggio (1914)
- When the Men Left Town, regia di C.J. Williams – cortometraggio (1914)
- Andy Goes a-Pirating, regia di Charles H. France – cortometraggio (1914)
- The Basket Habit, regia di C. Jay Williams – cortometraggio (1914)
- The Revengeful Servant Girl, regia di C.J. Williams – cortometraggio (1914)
- Andy Has a Toothache, regia di Charles H. France – cortometraggio (1914)
- Something to Adore, diretto da C.J. Williams – cortometraggio (1914)
- Andy Learns to Swim, regia di Charles H. France (1914 – cortometraggio)
- The Old Fire Horse, regia di Charles H. France – cortometraggio (1914)
- The Gilded Kidd, regia di C.J. Williams – cortometraggio (1914)
- The Buxom Country Lass, regia di C.J. Williams – cortometraggio (1914)
- Getting Andy's Goat, regia di Charles H. France – cortometraggio (1914)
- Love by the Pound, regia di C.J. Williams – cortometraggio (1914)
- Father's Beard, regia di Charles Ransom – cortometraggio (1914)
- Andy and the Redskins, regia di Charles H. France – cortometraggio (1914)
- Two's Company, regia di Charles Ransom – cortometraggio (1914)
- Wood B. Wedd and the Microbes, regia di C.J. Williams – cortometraggio (1914)
- Wood B. Wedd Goes Snipe Hunting, regia di  C.J. Williams – cortometraggio (1914)
- A Matter of High Explosives, regia di Charles Ransom – cortometraggio (1914)
- The Phantom Thief, regia di John H. Collins (1915)
- Poor Schmaltz, regia di Hugh Ford (1915)
- Just Out of College, regia di George Irving (1915)
- The Call of the City, regia di Harry Beaumont – cortometraggio (1915)
- The Little Mademoiselle, regia di Oscar Eagle (1915)
- Dollars and the Woman, regia di Joseph Kaufman (1916)
- The Princess of Patches, regia di Alfred E. Green - lavoro teatrale (1917)
- Tillie Wakes Up, regia di Harry Davenport (1917)
- Parlor, Bedroom and Bath, regia di Edward Dillon (1920)
- Io... e le donne (Parlor, Bedroom and Bath), regia di Edward Sedgwick (1931)

## Spettacoli teatrali
- Princess of Patches (Broadway, 2 maggio, 1898)

- All Aboard (Broadway, 5 giugno 1913)

- Parlor, Bedroom and Bath (Broadway, 24 dicembre 1917)
- She Walked in Her Sleep (Broadway, 12 agosto 1918)

- Judy (Broadway, 7 febbraio 1927)